# Nordend, Frankfurt

Nordend är en stadsdel i Frankfurt am Main, Tyskland. Tidigare var det en självständig stad i södra Hessen. Med sina 54 000 invånare år 2008 är Nordend den största stadsdel i Frankfurt.